# میشل انگادئو-انگاجو
میشل انگادئو-انگاجو (انگلیسی: Michael Ngadeu-Ngadjui؛ زادهٔ ۲۳ نوامبر ۱۹۹۰) بازیکن فوتبال اهل کامرون است.
از باشگاه‌هایی که در آن بازی کرده‌است می‌توان به باشگاه فوتبال اسلاویا پراگ و باشگاه فوتبال اس‌وی زاندهاوزن اشاره کرد.
وی همچنین در تیم ملی فوتبال کامرون بازی کرده‌است.